# Eucalyptus rhombica
Eucalyptus rhombica är en myrtenväxtart som beskrevs av Anthony R. Bean och Murray Ian Hill Brooker. Eucalyptus rhombica ingår i släktet Eucalyptus och familjen myrtenväxter. Inga underarter finns listade i Catalogue of Life.